# Schedar
Schedar o Schedir es el nombre de la estrella α Cassiopeiae (α Cass / 18 Cassiopeiae), de magnitud aparente +2.24 y la más brillante de la constelación de Casiopea. Su nombre, escrito también como Shedar o Shedir, proviene de la palabra árabe صدر (şadr, ‘pecho’), por la posición que tiene en el corazón de Casiopea.

## Características
Schedar es una estrella gigante naranja de tipo espectral K0IIIa y 4530 K de temperatura que se encuentra a 229 años luz de distancia del sistema solar. Su luminosidad, en luz visible sólo, es de 500 soles; sin embargo, considerando la radiación total emitida, su luminosidad asciende a 855 veces la luminosidad solar, situando a Schedar dentro de la clase de las gigantes luminosas. Es una de las pocas estrellas en donde se ha observado directamente su oscurecimiento de limbo, con un valor medido de su diámetro angular de 0.00525 segundos de arco. Su radio es 42 veces el radio solar y tiene una masa aproximada de 4‑5 masas solares. Su composición química es similar a la del Sol, si bien muestra unos contenidos notablemente bajos de algunos elementos como zirconio y europio. Su edad se estima entre 100 y 200 millones de años.
Aunque tradicionalmente Schedar estaba clasificada como una estrella variable, desde el siglo XIX no se ha detectado ningún tipo de variación en su brillo.

## En la cultura popular
Su nombre aparece en el mensaje que deja un asesino en serie en el episodio 14, «El deduccionista», de la primera temporada de la serie de televisión Elementary, una nueva versión del personaje Sherlock Holmes.